# Reindert Brasser
Reindert Johannes „Jan” Brasser (ur. 20 listopada 1912 w Amsterdamie, zm. 30 sierpnia 1991 tamże) – holenderski lekkoatleta, medalista mistrzostw Europy z 1938.
Był wszechstronnym lekkoatletą. Na igrzyskach olimpijskich w 1936 w Berlinie zajął 5. miejsce w dziesięcioboju oraz 12.–21. miejsce w  skoku wzwyż.
Zdobył brązowy medal w biegu na 110 metrów przez płotki na mistrzostwach Europy w 1938 w Paryżu, przegrywając jedynie z Donaldem Finlayem z Wielkiej Brytanii i Håkanem Lidmanem ze Szwecji.
Był mistrzem Holandii w biegu na 110 metrów przez płotki w latach 1937–1939, w skoku wzwyż w 1933, 1934 i 1936, w rzucie dyskiem w 1927, 1946 i 1947 oraz w dziesięcioboju w 1934, 1935 i 1937. Zdobył również mistrzostwo Wielkiej Brytanii (AAA) w biegu na 120 jardów przez płotki w 1939 oraz brązowy medal w tej konkurencji w 1937 i 1938, a także mistrzostwo AAA w rzucie dyskiem w 1946 i 1947 oraz brązowy medal w 1938.
Trzykrotnie poprawiał rekord Holandii w biegu na 110 metrów przez płotki do czasu 14,5 s (7 sierpnia 1939 w Londynie), dwukrotnie w skoku wzwyż do wyniku 1,946 m (17 maja 1935 w Amsterdamie) i trzykrotnie w dziesięcioboju do wyniku 7046 (6264) pkt. (8 sierpnia 1936 w Berlinie).